# 마카베오

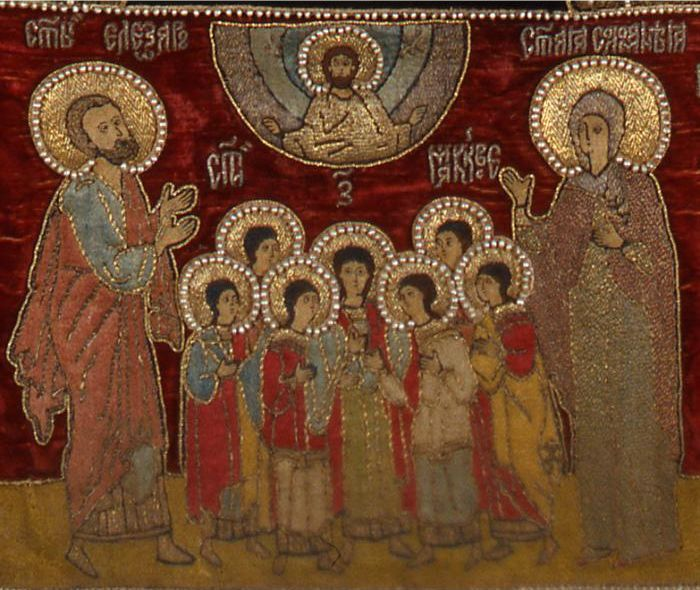

마카베오(라틴어: Maccabeus, 히브리어: מכבים 또는 מקבים 마카빔)는 반유대주의 정책을 실시하던 안티오코스 4세 에피파네스 치하에서 독립전쟁을 일으켜 3대에 걸쳐 독립을 하였던 고대 이스라엘의 마지막 독립 왕조의 이름이자, 그 일가의 이름이다.
독립 운동은 결국 실패로 돌아가고 이후 마카베오의 반란은 이스라엘의 독립에서 정신적 구심점 역할을 하였다. 마카베오에 대한 언급은 마카베오상과 마카베오하에 언급되어 있다.

## 같이 보기
- 시온주의